# Henri Bourassa
Henri Bourassa, född 1 september 1868 och död 31 augusti 1952, var en fransk-kanadensisk politiker.
Bourassa blev 1899 advokat och ägnade sig dessutom åt politisk journalistik. Efter 1896 hade Bourassa under olika perioder säte i unionens parlament. Han anslöt sig först till det liberala partiet, men lämnade detta, då han ansåg partiets ledning för engelskvänlig och imperialistiskt sinnad. Bourassa var därefter partilös medlem av parlamentet men framträdde som ledare för den franska nationalistiska rörelsen i Kanada.